# オカ・ニコロフ
オカ・ニコロフ（Oka Nikolov, 1974年5月25日 - ）は、ドイツ、エアバッハ出身の元マケドニア共和国代表サッカー選手である。ポジションはGK。

## エピソード
07-08シーズンのバイエルン戦では圧倒的不利（バイエルンのシュート数が38本）の中完封、ほぼ一人でチームに勝ち点1をもたらす活躍を見せた。

## 所属クラブ
- アイントラハト・フランクフルト B 1992-1996
- アイントラハト・フランクフルト 1995-2013
- フィラデルフィア・ユニオン 2013
- フォートローダーデール・ストライカーズ 2014